# Berlin–Leipzig 1956

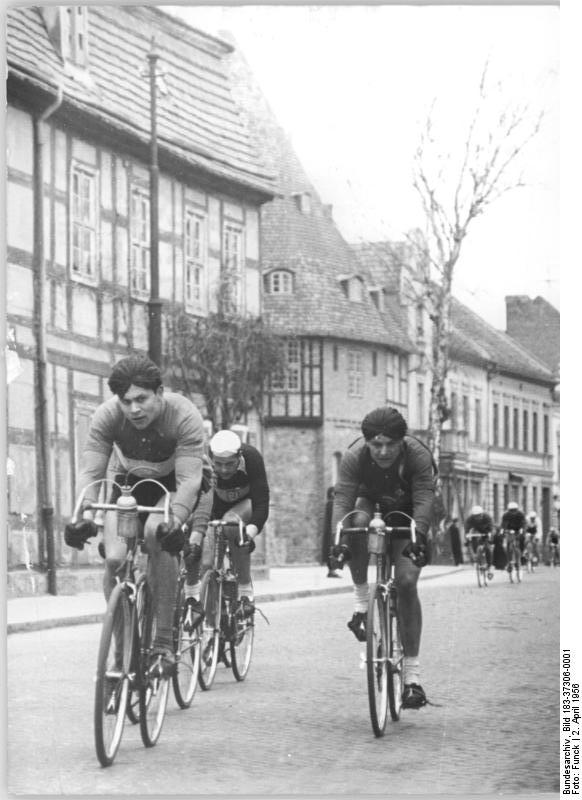
Berlin–Leipzig 1956

Berlin–Leipzig 1956 war die 28. Austragung des seit 1920 ausgefahrenen deutschen Eintagesrennens Berlin–Leipzig. Es fand am 1. April statt und führte von Berlin in die sächsische Metropole Leipzig.

## Rennverlauf
167 Fahrer der drei Leistungsklassen im DDR-Radsport hatten sich am Start eingefunden. Neun und fünf Minuten Vorgabe erhielten die Fahrer der Leistungsklassen III und II vor den Spitzenfahrern. Bereits bei Mahlow war die Vorgabe aufgeholt und rund 50 Fahrer bildeten die Spitze im Rennen. Beim Kilometer 127 in Wittenberg hatte sich die Kopfgruppe nach mehreren Stürzen auf 27 Mann reduziert. Kurz vor Leipzig griffen Grabo und Henning an und fuhren in kurzer Zeit einen Vorsprung heraus, den sie bis ins Ziel retteten. Grabo sprintete nicht, so dass Henning ungefährdert gewann. Löffler konnte sich noch etwas aus der Verfolgergruppe absetzen und wurde Dritter.
|     | Fahrer             | Verein/Ort                | Zeit (h) |
| --- | ------------------ | ------------------------- | -------- |
| 01. | Roland Henning     | SC DHfK Leipzig           | 4:56:27  |
| 02. | Wolfgang Grabo     | SC DHfK Leipzig           | 4:56:27  |
| 03. | Gerhard Löffler    | SC Rotation Leipzig       | 4:56:55  |
| 04. | Bernhard Trefflich | SC Wismut Karl-Marx-Stadt | 4:57:03  |
| 05. | Günter Barandat    | SC Dynamo Berlin          | 4:58:18  |
| 06. | Günter Schulz      | SC Dynamo Berlin          | 4:58:18  |
| 0 … |                    |                           |          |